# Комиссаровка (река, Сахалин)
Комиссаровка — река в России, на острове Сахалин. Начинается на южном склоне горы Высокая (по другим данным — на южном склоне горы Майорская Сусунайского хребта), течёт в сначала на юг, потом в восточном направлении.
Впадает в озеро Тунайча. Протекает по территории Корсаковского района Сахалинской области.
Длина реки 37 км. Площадь водосборного бассейна 223 км².
Названа в честь 26 бакинских комиссаров. В народе носит название Айичка.

## Данные водного реестра
По данным государственного водного реестра России относится к Амурскому бассейновому округу.
Код объекта в государственном водном реестре — 20050000212118300005871.